# Thomas Ziegler (zoologiste)
Pour les articles homonymes, voir Thomas Ziegler.
Thomas Ziegler est un herpétologiste allemand né en 1970.
Il travaille au zoo de Cologne. C'est un spécialiste de l'herpétofaune indomalaise.

## Taxon nommé en son honneur
- Cyrtodactylus ziegleri Nazarov, Orlov, Nguyen & Ho, 2008[1]
- Pseudocalotes ziegleri Hallermann, Truong, Orlov & Ananjeva, 2010[1]
- Tylototriton ziegleri Nishikawa, Matsui, Nguyen, 2013

## Quelques taxons décrits
- Amphiesma andreae Ziegler & Le Khac Quyet, 2006
- Amphiesma leucomystax David, Bain, Quang Truong, Orlov, Vogel, Ngoc Thanh & Ziegler, 2007
- Boiga bourreti Tillack, Ziegler & Le Khac Quyet, 2004
- Buhoma Ziegler, Vences, Glaw & Böhme, 1997
- Calamaria gialaiensis Ziegler, Sang & Truong, 2009
- Calamaria sangi Truong, Koch & Ziegler, 2009
- Calamaria thanhi Ziegler & Quyet, 2005
- Cophoscincopus greeri Böhme, Schmitz & Ziegler, 2000
- Cyrtodactylus bidoupimontis Nazarov, Poyarkov, Orlov, Phung, Nguyen, Hoang & Ziegler, 2012
- Cyrtodactylus bugiamapensis Nazarov, Poyarkov, Orlov, Phung, Nguyen, Hoang & Ziegler, 2012
- Cyrtodactylus cattienensis Geissler, Nazarov, Orlov, Böhme, Phung, Nguyen & Ziegler, 2009
- Cyrtodactylus cryptus Heidrich, Rösler, Thanh, Böhme & Ziegler, 2007
- Cyrtodactylus huongsonensis Luu, Nguyen, Do & Ziegler, 2011
- Cyrtodactylus kingsadai Ziegler, Phung, Le & Nguyen, 2013
- Cyrtodactylus pageli Schneider, Nguyen, Schmitz, Kingsada, Auer & Ziegler, 2011
- Cyrtodactylus phongnhakebangensis Ziegler, Rösler, Herrmann & Thanh, 2003
- Cyrtodactylus pseudoquadrivirgatus Rösler, Nguyen, Vu, Ngo & Ziegler, 2008
- Cyrtodactylus roesleri Ziegler, Nazarov, Orlov, Nguyen, Vu, Dang, Dinh & Schmitz, 2010
- Cyrtodactylus teyniei David, Nguyen, Schneider & Ziegler, 2011
- Cyrtodactylus wayakonei Nguyen, Kingsada, Rösler, Auer & Ziegler, 2010
- Dixonius aaronbaueri Ngo & Ziegler, 2009
- Fimbrios smithi Ziegler, David, Miralles, van Kien & Truong, 2008
- Gekko adleri Nguyen, Wang, Yang, Lehmann, Le, Ziegler & Bonkowski, 2013
- Gekko canhi Rösler, Nguyen, Van Doan, Ho, Nguyen & Ziegler, 2010
- Gekko scientiadventura Rösler, Ziegler, Vu, Herrmann & Böhme, 2004
- Gekko truongi Phung & Ziegler, 2011
- Goniurosaurus catbaensis Ziegler, Truong, Schmitz, Stenke & Rösler, 2008
- Gracixalus quyeti Nguyen, Hendrix, Böhme, Vu & Ziegler, 2008
- Gracixalus waza Nguyen, Le, Pham, Nguyen, Bonkowski & Ziegler, 2013
- Leptolalax eos Ohler, Wollenberg, Grosjean, Hendrix, Vences, Ziegler & Dubois, 2011
- Leptolalax nyx Ohler, Wollenberg, Grosjean, Hendrix, Vences, Ziegler & Dubois, 2011
- Lycodon davidi Vogel, Nguyen, Kingsada & Ziegler, 2012
- Lycodon ophiophagus Vogel, David, Pauwels, Sumontha, Norval, Hendrix, Vu & Ziegler, 2009
- Lygosoma boehmei Ziegler, Schmitz, Heidrich, Vu & Nguyen, 2007
- Opisthotropis cucae David, Cuong The Pham, Truong Quang Nguyen & Ziegler, 2011
- Opisthotropis tamdaoensis Ziegler, David & Vu, 2008
- Protobothrops sieversorum (Ziegler, Herrmann, David, Orlov & Pauwels, 2000)
- Rhacophorus orlovi Ziegler & Köhler, 2001
- Scincella apraefrontalis Nguyen, Nguyen, Böhme & Ziegler, 2010
- Sphenomorphus tonkinensis Nguyen, Schmitz, Nguyen, Orlov, Böhme & Ziegler, 2011
- Tropidophorus boehmei Nguyen, Nguyen, Schmitz, Orlov & Ziegler, 2010
- Tropidophorus noggei Ziegler, Thanh & Thanh, 2005
- Varanus caerulivirens Ziegler, Böhme & Philipp, 1999
- Varanus cerambonensis Philipp, Böhme & Ziegler, 1999
- Varanus finschi Böhme, Horn & Ziegler, 1994
- Varanus juxtindicus Böhme, Philipp & Ziegler, 2002
- Varanus lirungensis Koch, Arida, Schmitz, Böhme & Ziegler, 2009
- Varanus melinus Böhme & Ziegler, 1997
- Varanus rainerguentheri Ziegler, Böhme & Schmitz, 2007
- Varanus zugorum Böhme & Ziegler, 2005